# Calgary-Fort
Circonscription électorale provinciale du Canada
Calgary-Fort est une circonscription électorale provinciale de l'Alberta (Canada), située dans l'est de Calgary. Créée en 1997, elle a connu seulement deux députés : Wayne Cao (PC) jusqu'à 2015, et le ministre de finance actuel, Joe Ceci (NPD).

## Liste des députés
| Années | Années      | Député    | Parti politique           |
| ------ | ----------- | --------- | ------------------------- |
|        | 1997 - 2001 | Wayne Cao | Progressiste-conservateur |
|        | 2001 - 2004 | Wayne Cao | Progressiste-conservateur |
|        | 2004 - 2008 | Wayne Cao | Progressiste-conservateur |
|        | 2008 - 2012 | Wayne Cao | Progressiste-conservateur |
|        | 2012 - 2015 | Wayne Cao | Progressiste-conservateur |
|        | 2015 - 2019 | Joe Ceci  | Néo-démocrate             |